# ينس نوردستروم
ينس نوردستروم (بالسويدية: Jens Nordström)‏ هو لاعب كرة قدم سويدي في مركز الدفاع، ولد في 12 سبتمبر 1976. لعب مع نادي مالمو.